# Jake Johnson
Jake Johnson, född Mark Jake Johnson Weinberger, 28 maj 1978 i Evanston i Illinois, är en amerikansk skådespelare, komiker och författare.
Han är bland annat känd för att spela rollen som Nick Miller i komediserien New Girl. Johnson medverkade 2009 i filmen Paper Heart i rollen som Nicholas Jasenovec och 2012 i filmen Safety Not Guaranteed som Jeff Schwensen. Hans första huvudroll i en långfilm var 2013 i Drinking Buddies, och han hade 2014 huvudrollen i komedin Let's Be Cops, tillsammans med New Girl-kollegan Damon Wayans Jr.
Johnson gifte sig med Erin Payne år 2006 och paret har tvillingdöttrar tillsammans, födda 2014.

## Filmografi i urval
- 2009 – Paper Heart
- 2010 – Get Him to the Greek
- 2011 – A Very Harold & Kumar Christmas
- 2011–2015 – New Girl (TV-serie)
- 2011 – No Strings Attached
- 2012 – 21 Jump Street
- 2012 – Safety Not Guaranteed
- 2013 – Drinking Buddies
- 2013 – Lego-filmen (röst)
- 2013 – The Pretty One
- 2013 – Drinking Buddies
- 2014 – Neighbors
- 2014 – Let's Be Cops
- 2015 – Jurassic World
- 2015 – Digging for Fire
- 2017 – Win It All
- 2017 – Smurfarna: Den försvunna byn (röst)
- 2017 – The Mummy
- 2018 – Spider-Man: Into the Spider-Verse (röst)2023 – Spider-Man: Across the Spider-Verse (röst)